# 磯部町上之郷

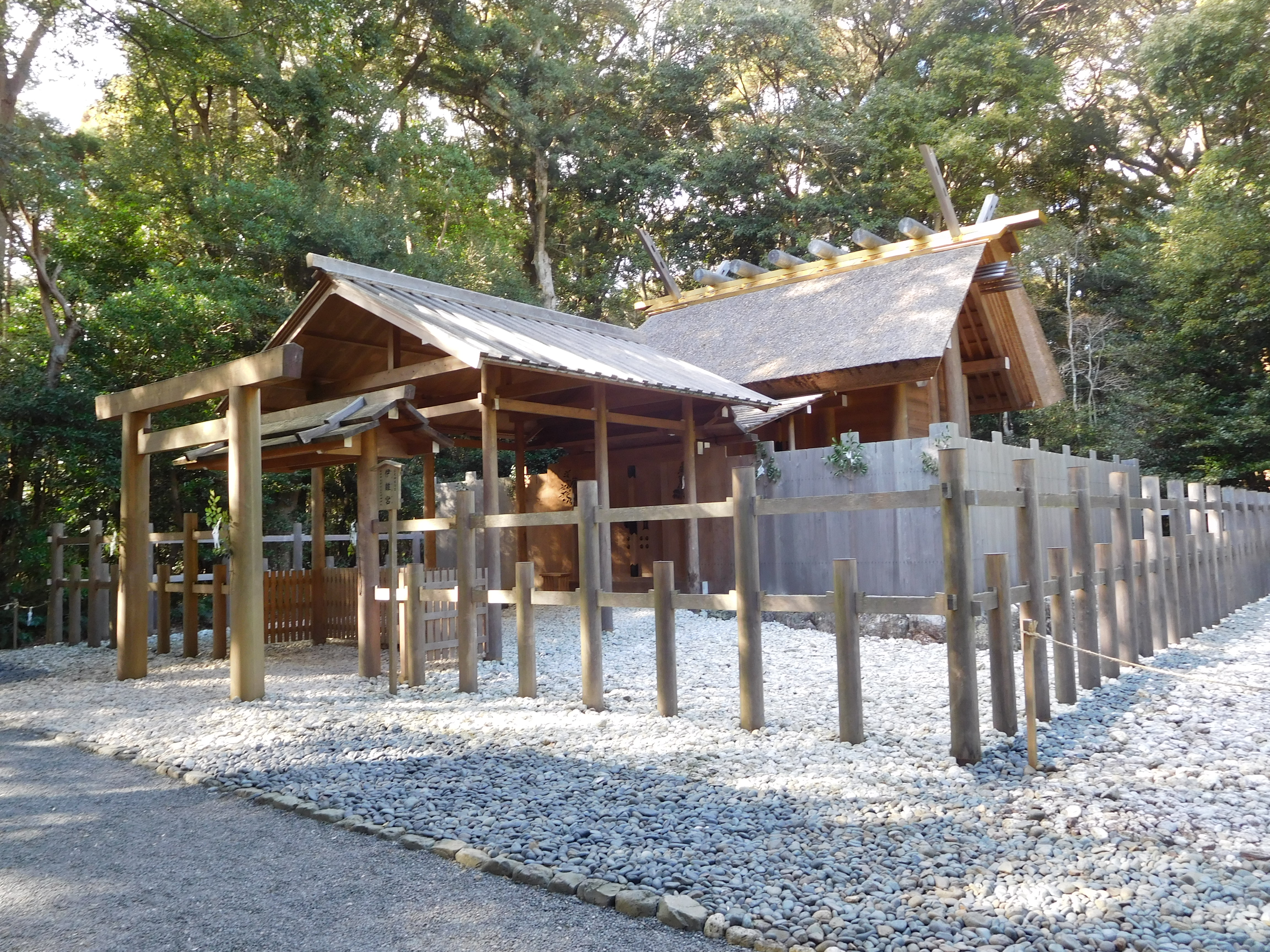
伊雑宮

磯部町上之郷（いそべちょうかみのごう）は、三重県志摩市の大字。
伊勢神宮皇大神宮（内宮）別宮の伊雑宮の宮域として成立し、次第に住宅が建ち始め、門前町（鳥居前町）として江戸時代末期には参詣客で賑った。

## 地理
志摩市北部に位置する磯部地域および志摩半島の中央部にある。西部は磯部川（神路川）の形成した沖積平野で水田として利用され、北中部は台地で斜面は畑として利用されている。この台地は、暗青灰色と褐色の粘土と円礫で構成され、上部の礫は風化が進んでいる。元来、磯部地域の中心地であった。
北は磯部町沓掛、東は磯部町山田、南は磯部町下之郷、西は磯部町恵利原と接する。上之郷と下之郷の境界を野川が流れる。

## 歴史

### 中世まで
上之郷では、伊雑宮境内や小字寺畑・上高崎で土師器や須恵器、磁器片が出土している。伝承によれば、伊雑宮の創建は、伊勢神宮内宮鎮座後に倭姫命が神饌を奉る地を求めて巡幸中、「磯の宮」に入り伊佐波登美命に天照大神を祀らせたことによるとされる。『日本書紀』の記述によれば、内宮の鎮座は垂仁天皇の御代とされ、田中卓の私見では、これを3世紀後半から4世紀初頭であるとする。伊雑宮は鎮座地を「円く球を結んだ地」を意味する「方結の地」と称した。
中世の上之郷は「上村」と称していた。「上村」は2013年現在の磯部町上之郷・磯部町山田・磯部町沓掛の3大字に相当する地名である。山田と沓掛の住民が出郷を開拓した地域が後に上之郷として独立した村になったとする説（御巫清直説）と、上之郷（上村）から山田・沓掛の2村に分離したとする説（志陽略史説）がある。御巫清直は、「上之郷は元来伊雑宮の宮域であったが後に村人が侵入して集落を形成したことは、（かつて宮域にあった）伊雑宮の神木・大樟樹が宮域外にあることから見ても明らかである」と述べ、『磯部郷土史』もこの説に従うべきとしている。平凡社『三重県の地名』では両論を併記し、どちらが正しいかの判断は下していない。『冖一山記』奥書に次のような記述がある。
| 「 | 応永二十二年竜集乙未夏六月二十八日、於志州答志郡伊雑神戸上村鶏栖亭 | 」 |

「鶏栖亭」すなわち鶏居家は山田に旧跡が残るため、御巫説を裏付けるものと『磯部郷土史』は記している。神宮文庫が保管するこれ以前の記録には、熊野三山の神人が伊浜（現：志摩市磯部町飯浜）に襲来し、伊雑宮のある上村への接近が懸念されたため、内宮へ連絡した旨が記されている。下之郷の南氏所蔵文書の天文23年12月19日（ユリウス暦：1555年1月12日）付の記事に「上之郷」の文字が見える。

### 近世
江戸時代には志摩国答志郡磯部組に属し、上之郷村として鳥羽藩の配下にあった。村内に薪炭材を採れる山はなく、山年貢を支払うことで沓掛村の山で柴・シダ・下草を刈っていた。村高は141石で、小成物に夫米（ぶまい）・柿渋・ハギがあった。沓掛村・山田村・五知村とは1つの地域社会を形成し、沓掛村での雨乞いに上之郷村の人が参加したり、地域内での通婚が行われたりしていた。
伊雑宮の神官らは御師として日本中に神札を配布し、崇拝者を獲得していった。近世から近代にかけての上之郷村は伊雑宮の鳥居前町として賑い、吉角や中六などの旅館があった。特に6月24日に開催される伊雑宮御田植祭には大勢の観客が押し寄せた。

### 近代以降
壬申戸籍によれば、当時の上之郷村は商業的性格が強く、旅籠屋や質店を農業の合間に行っていた。1874年（明治7年）3月1日、磯部郵便局の前身である上之郷郵便取扱所が上之郷村に設置され、1962年（昭和37年）に恵利原へ移転するまで移転を繰り返しながら上之郷に置かれていた。1875年（明治8年）、上之郷学校が開校するが、1883年（明治16年）に統合され姿を消した。
1889年（明治22年）の町村制施行以来、大字となり、現在まで存続している。1929年（昭和4年）には志摩電気鉄道が開通、「志摩磯部駅」が開設された。志摩磯部駅には1935年（昭和10年）頃に三角屋根の駅舎が完成し、磯部村の中心としての風格を漂わせていた。後に駅と五ヶ所浦方面を結ぶ路線バスが開設され、時間待ち客がうどんやかき氷を楽しむ店も営業していた。ところがバスの発着場が移転すると次第に衰退し始め、1970年（昭和45年）には「志摩磯部駅」の名を迫間駅に譲り、旧志摩磯部駅は上之郷駅に改称した。
1955年（昭和30年）2月の三重統計調査事務所『農林水産業表式調査』では「農山村で勤労者集落」に分類された。1970年（昭和45年）1月15日、簡易水道が通水する。

### 沿革
- 1889年（明治22年）4月1日 - 町村制施行に伴い、答志郡磯部村大字上之郷となる。
- 1896年（明治29年）3月29日 - 答志郡が英虞郡と合併し、志摩郡磯部村大字上之郷となる。
- 1955年（昭和30年）2月11日 - 磯部村が度会郡神原村東部・志摩郡的矢村と合併し、志摩郡磯部町上之郷となる。
- 2004年（平成16年）10月1日 - 磯部町が志摩郡4町と合併し、志摩市磯部町上之郷となる。

## 世帯数と人口
2019年（令和元年）7月31日現在の世帯数と人口は以下の通りである。
| 行政区             | 世帯数  | 人口  |
| ------------------ | ------- | ----- |
| 上之郷             | 125世帯 | 293人 |
| 上之郷住宅         | 30世帯  | 60人  |
| （磯部町上之郷）計 | 155世帯 | 353人 |

### 人口の変遷
1746年以降の人口の推移。2005年以後は国勢調査による推移。
| 1746年（延享3年）  | 191人 | [ 1 ]     |  |
| 1880年（明治13年） | 318人 | [ 12 ]    |  |
| 1889年（明治22年） | 420人 | [ 1 ]     |  |
| 1960年（昭和35年） | 408人 | [ 19 ]    |  |
| 1980年（昭和55年） | 577人 | [ 1 ]     |  |
| 2005年（平成17年） | 456人 | [ WEB 6 ] |  |
| 2010年（平成22年） | 405人 | [ WEB 7 ] |  |
| 2015年（平成27年） | 368人 | [ WEB 8 ] |  |

### 世帯数の変遷
1746年以降の世帯数の推移。2005年以後は国勢調査による推移。
| 1746年（延享3年）  | 44戸    | [ 1 ]     |  |
| 1880年（明治13年） | 56戸    | [ 12 ]    |  |
| 1889年（明治22年） | 62戸    | [ 1 ]     |  |
| 1960年（昭和35年） | 91世帯  | [ 19 ]    |  |
| 1980年（昭和55年） | 149世帯 | [ 1 ]     |  |
| 2005年（平成17年） | 154世帯 | [ WEB 6 ] |  |
| 2010年（平成22年） | 148世帯 | [ WEB 7 ] |  |
| 2015年（平成27年） | 146世帯 | [ WEB 8 ] |  |

## 学区
市立小・中学校に通う場合、学区は以下の通りとなる。
| 番・番地等 | 小学校             | 中学校             |
| ---------- | ------------------ | ------------------ |
| 全域       | 志摩市立磯部小学校 | 志摩市立磯部中学校 |

## 観光

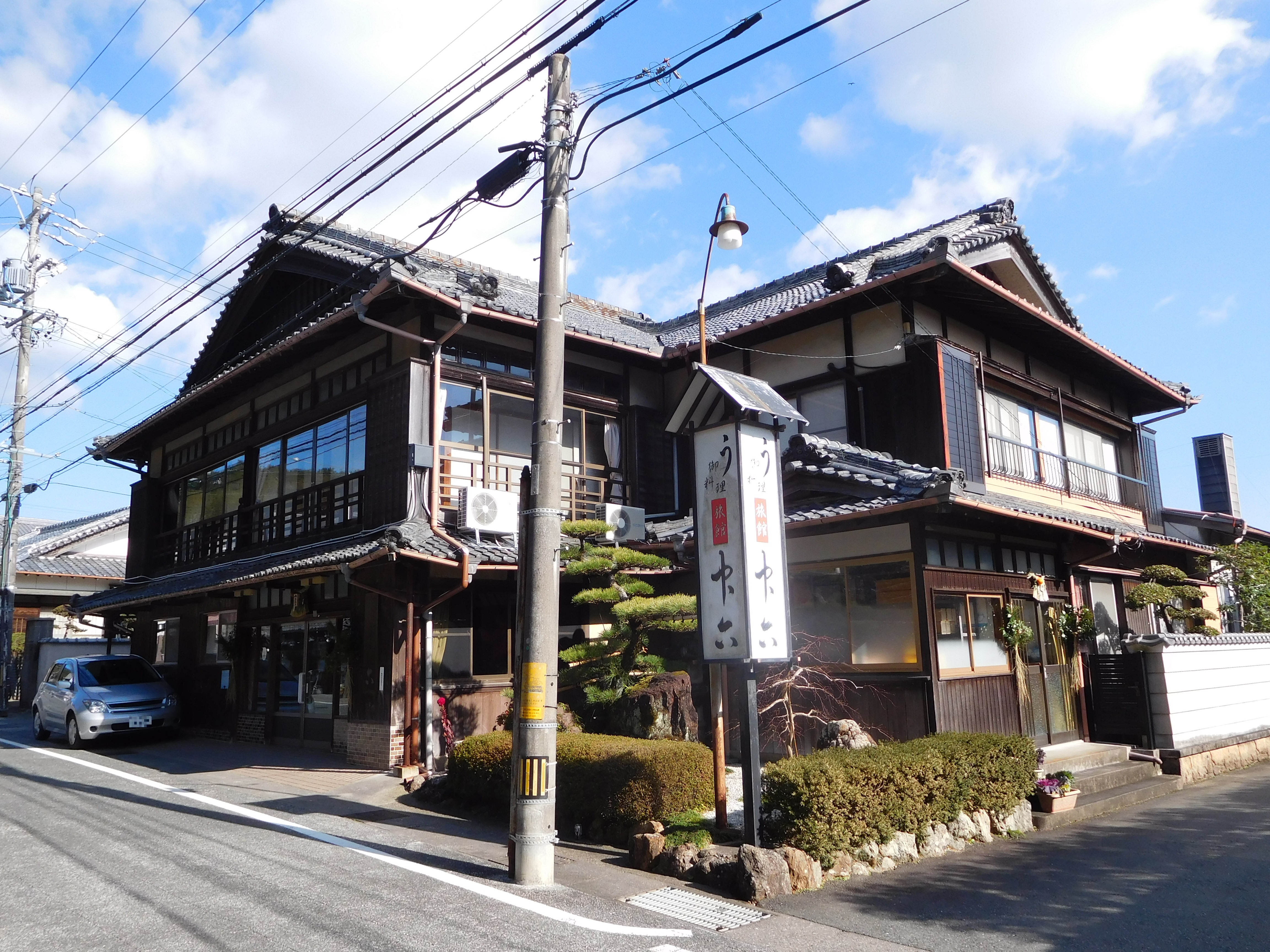
中六

伊雑宮
皇大神宮別宮で、地域住民からは「いぞうぐう」と呼ばれている。6月24日に行われる伊雑宮御田植祭（磯部の御神田）は、日本三大御田植祭の1つとして賑う。
中六（中六店舗）
元旅館のウナギ料理店。地元産の竹炭で串を刺さずにウナギを焼き上げ、代々伝わる秘伝の甘口タレをかけて、提供される。入母屋造2階建ての店舗は「中六店舗」の名称で2011年（平成23年）10月28日に日本の登録有形文化財となった。

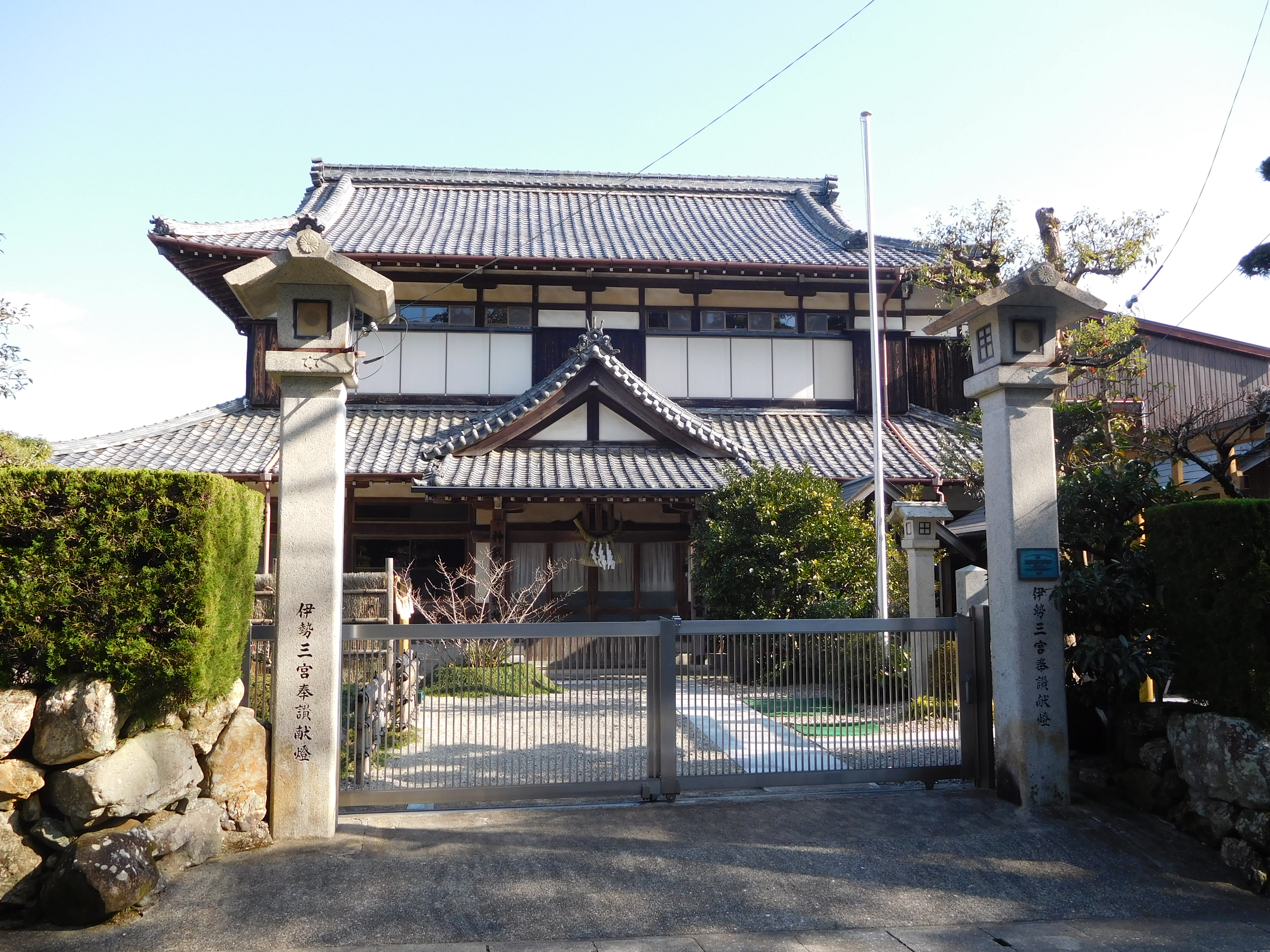
神武参剣道場
磯部町上之郷375-2、伊雑宮や中六の近くにある剣道場。青森県八戸市出身の小泉太志命が「神のお告げがあった」として開いた道場で、小泉死去の際には衆議院議員の藤波孝生が葬儀委員長を務めた。道場は1961年（昭和36年）の建築で、伊勢湾台風で倒れた木を使って建てられた。木造2階建て寄棟造瓦葺である。玄関の屋根には「参剣」を表す鬼瓦がある。玄関前にサクラとタチバナを植樹し、天之八衢神社（あめのやちまたじんじゃ）を敷地内で祀る。2013年（平成25年）7月19日の文化審議会で、登録有形文化財にすべきと答申され、同年12月24日に登録された。
伊雑宮のおもてなし処・御師の家
2012年（平成24年）10月25日に伊雑宮御師の子孫が自宅を改修して開設した施設。館長が地域の文化や歴史について語り、伊雑宮御田植祭の「踊り込み唄」を披露し、茶などでもてなす。館長のもてなしがブログなどで紹介され、多い日には1日80人が訪れている。

## 交通
古代より、朝熊山や鳥羽へ通じる道が開けていた。上之郷の中央部を南北に国道167号と近鉄志摩線が並行して通り、上之郷南部に上之郷駅が設置されている。
鉄道
■近鉄志摩線上之郷駅
路線バス
コミュニティバスの磯部地域予約運行型バス「ハッスル号」やまルートが上之郷を通るが、バス停留所は設けられていない。かつては五ヶ所浦方面行きのバスが運行されていた。
道路
- 国道167号
- 三重県道47号鳥羽磯部線 - 上之郷で終点を迎える主要地方道[WEB 17]。

## 施設

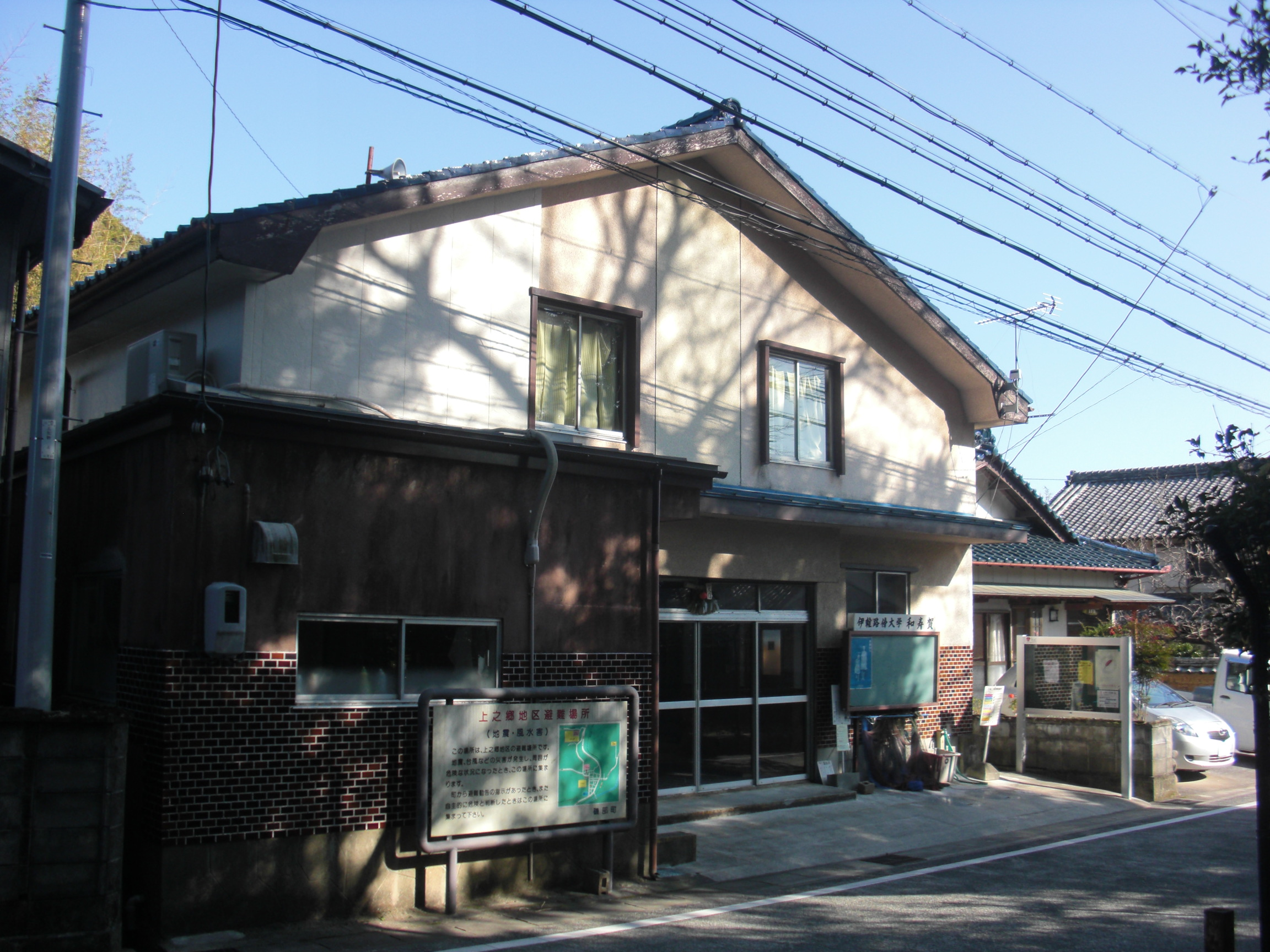
上之郷公民館

- 近鉄志摩線上之郷駅
- 上之郷公民館
- 伊雑宮のおもてなし処・御師の家
- 神武参剣道場
- 長谷川酒店
- 中六
- 山本ストアー
- 岡田真珠器具有限会社

## 寺社
- 伊雑宮
- 仏護寺

### 無量山千田寺
行基の開基とされる古刹であったが、1878年（明治11年）に焼失、廃寺となった。境内には倭姫命が引水したとされる千田の池が、付近には持統天皇の行幸時に建立された勅旨門があった。聖徳太子の自刻7歳の像を安置し、大伽藍を構え、国分尼寺であったという説があるが、真相は不明である。
戦国時代に兵火に遭い衰微し、後に曹洞宗に改宗、常安寺の末寺となる。

## その他

### 日本郵便
- 郵便番号 : 517-0208[WEB 3]（集配局：磯部郵便局[WEB 18]）。